# Colpa d'Alfredo 2017
Colpa d'Alfredo 2017 è un singolo del cantautore italiano Vasco Rossi, l'unico estratto dal decimo album dal vivo Vasco Modena Park e pubblicato il 1º dicembre 2017.

## La canzone
Si tratta di una nuova versione dal vivo del brano originale incluso nell'omonimo album del 1980 eseguita da Rossi in occasione del suo Modena Park 2017 tenuto a luglio presso l'aerautodromo di Modena.

## Tracce
1. Colpa d'Alfredo 2017 – 4:22